# Thí nghiệm địa chấn
Thí nghiệm địa chấn (Seismic Test) là bộ sưu tập các phép đo địa vật lý địa chấn - âm học để xác định tham số cơ lý của các lớp/khối đất đá, phục vụ cho Địa kỹ thuật trong khảo sát địa chất công trình.
Phổ biến nhất là xác định tốc độ truyền sóng dọc (P Wave) Vp, và sóng ngang (Shear Wave) hoặc sóng mặt (Surface Wave) Vs, nhằm tính các tham số cơ lý đất và kháng chấn,... Các phép đo mới đang được nghiên cứu và phát triển liên tục .
Tại Mỹ và nhiều nước trong vùng ảnh hưởng thì nhiều phép đo đã được Hiệp hội Thí nghiệm và Vật liệu (American Society for Testing and Materials, ASTM) đưa vào bộ Tiêu chuẩn các phép Thí nghiệm.
Trong Tiêu chuẩn xây dựng Việt Nam TCXDVN 735:2006 - Thiết kế công trình chịu động đất, ở mục 3.1.2 có nêu Phân loại đất nền, nhưng không chỉ rõ phương pháp thí nghiệm; thực tế thường đo ở dạng "sóng truyền xuống hố khoan".

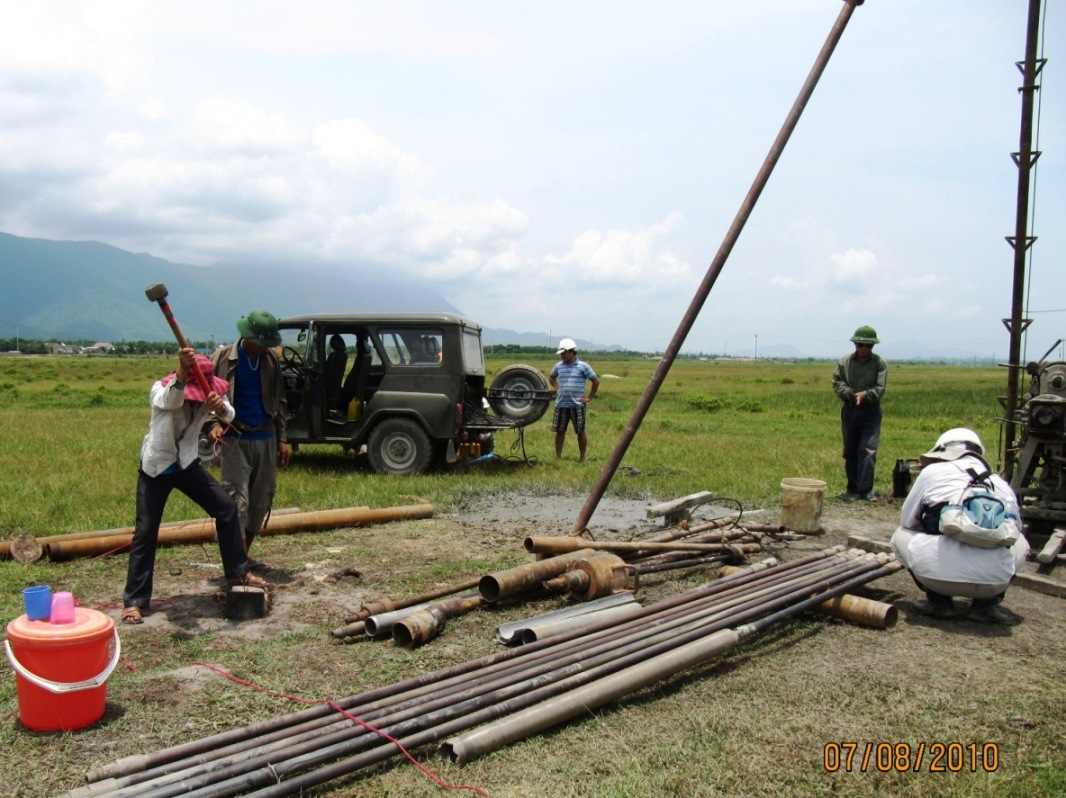
Đo thí nghiệm sóng truyền xuống hố khoan.

## Các phép đo trong hố khoan

### Các vấn đề chung

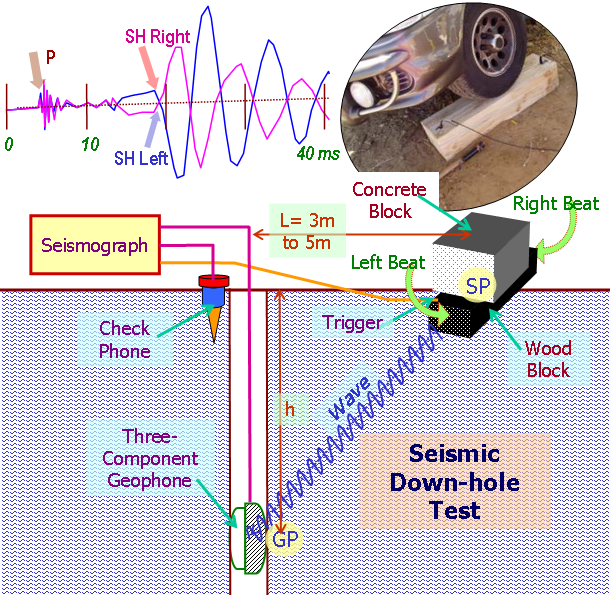
Thí nghiệm Sóng truyền xuống hố khoan

Bố trí thực địa đo địa chấn hố khoan có điểm nguồn (SP, Source Point) và điểm thu (GP, Geophone Point), trong đó có hoặc GP hoặc SP hoặc cả hai đặt trong hố khoan. Tùy theo phép đo mà thực hiện:
- Tại GP bố trí đầu thu sóng địa chấn thu các thành phần dao động Z, X, Y
- Tại SP bố trí nguồn phát sóng phát được xung nhiều hướng khác nhau.

Khi đo thì tại SP thực hiện phát sóng theo yêu cầu về kiểu phát. Tín hiệu thu được ở GP đưa tới máy ghi địa chấn (Seismograph) để ghi. Kết quả thu được là các đường ghi địa chấn (Seismic trace), được hiện lên thành băng ghi địa chấn để thực hiện vạch các đầu sóng tp, ts. Đó là thời gian truyền sóng từ SP đến GP của các sóng dọc và sóng ngang.
Đường thẳng nối SP đến GP, với độ dài R, thường gọi là tia sóng thẳng, là đường tia sóng khi môi trường là đồng nhất. Trong môi trường thực thì tia sóng thực sẽ là đường cong hoặc gấp khúc, và kết quả đo tp, ts sẽ tích lũy các bất đồng nhất dọc theo tia sóng. Để tránh ảnh hưởng tích lũy này lên kết quả, thì phép đo cần thực hiện với độ dài tia sóng R thường không quá 50–70 m.
Vì có nhiều đường ghi ứng với mỗi cặp SP-GP, nên tp, ts có thể có nhiều giá trị. Khi đó cần lấy trung bình các tp, ts cho mỗi độ sâu h. Sau đó tính tốc độ Vp, Vs cho đoạn đo trong hố khoan theo cách riêng của từng phương pháp, và được gọi là tốc độ đoạn.
Kết quả chính của thí nghiệm là tốc độ lớp Vp, Vs, là trung bình các tốc độ đoạn cho từng lớp địa chất công trình nêu trong cột địa tầng khoan.
Tuy nhiên chú ý rằng nếu mực nước ngầm lệch khỏi ranh giới lớp cỡ trên 1 bước đo quy ước thì lớp địa chất đó phải tính thành 2 lớp địa chấn, vì tốc độ Vp trong đất ngập nước luôn không nhỏ hơn tốc độ truyền sóng trong nước (trị này cỡ 1440 m/s), còn bên trên thì nhỏ hơn.
Khi cần tính tham số đàn hồi cho lớp thì thực hiện theo các công thức:
- Modul ngang hay Modul trượt (Shear modulus): {\displaystyle G={\frac {\gamma }{g}}V_{S}^{2}}
- Modul liên kết (P-wave Modulus): {\displaystyle M={\frac {\gamma }{g}}V_{P}^{2}}
- Tỷ số Poisson (Possion's ratio, có văn liệu nước ngoài ký hiệu là {\displaystyle \mu }): {\displaystyle \sigma ={\frac {0.5V_{P}^{2}-V_{S}^{2}}{V_{P}^{2}-V_{S}^{2}}}}
- Modul Young (Young's Modulus): {\displaystyle E=2G(1+\sigma )}
- Modul đàn hồi (Bulk Modulus hay Stress Dilatancy Coefficient): {\displaystyle K={\frac {E}{3(1-2\sigma )}}}

trong đó {\displaystyle \gamma } là mật độ tự nhiên tính ra (Mg/m³ hoặc g/cm³), g là gia tốc trọng trường tính ra (m/s2). Các Modul tính ra KG/cm².

### Sóng truyền xuống hố khoan
Thí nghiệm Sóng truyền xuống (Seismic Down-Hole Test) được dùng nhiều ở Việt Nam. Nó được mô tả chi tiết trong Chuẩn ASTM D7400-08 của Mỹ.
Tại hiện trường bố trí SP cách miệng hố khoảng cách (offset) L= 3 - 5m. Nguồn phải tạo được sóng ngang SH (Shear Horizontal). Dạng đơn giản là dùng súc gỗ dạng hộp, dài 0,4 - 2,5 m, đặt trục hộp vuông góc với đường hướng về hố khoan, và đè chặt bằng khối beton, có nơi dùng ô tô trèo lên để đè. Nguồn nêu trong ASTM D7400-08 được chế sẵn thành bộ máy, có phần tạo sóng là tấm thép có thành để đập búa máy. Tín hiệu khởi động (Trigger) được lấy bằng cảm biến khởi (hay công tắc búa) gắn vào đe.
Tại GP trong hố khoan là đầu thu sóng 3 thành phần (ví dụ đầu thu Geostuff Three-component Wall-Lock Borehole Geophones Lưu trữ ngày 10 tháng 2 năm 2015 tại Wayback Machine BHG-2 hoặc BHG-3) được ép vào thành hố bằng cần đẩy hoặc bóng khí. Bước đo (khoảng cách GP trong hố) thường là 0,5 - 1m.
Tại mỗi GP thực hiện ghi sóng với hai hướng đập trái (Left Beat) và đập phải (Right Beat). Trên cặp băng ghi sẽ phải hiện ra ở kênh ghi sóng ngang có đoạn sóng SH đối nhau.
Tập hợp các đường ghi để xác định các sóng dọc và ngang, thực hiện vạch sóng Thành phố và ts.
Có nhiều phương cách xử lý tài liệu.
- Đơn giản nhất là tính chuyển các tp, ts về thời gian thẳng đứng, tức là chuyển từ offset L về offset 0, theo công thức thc = tquansát h/R, trong đó {\displaystyle R={\sqrt {h^{2}+L^{2}}}} là khoảng cách SP tới GP. Sau đó tính tốc độ đoạn truyền sóng Vp, Vs theo kiểu vi phân: V= [hi+1 - hi]/ [ti+1 - ti], là giá trị của đoạn từ độ sâu hi đến hi+1.
- Tính theo kiểu Tốc độ đoạn (Interval Method) thì không hiều chỉnh offset, tính theo công thức V= [Ri+1 - Ri]/[ti+1 - ti], rồi tính tốc độ lớp. Sau khi có kết quả tốc độ lớp V tiên nghiệm thì dựng tia thẳng, tính các thời gian truyền trong các đoạn ở lớp trên hi để trừ đi, để có chênh thời gian [ti+1 - ti] chân thực hơn.
- Tính theo phương cách tia khúc xạ thì giống với giải chiếu sóng (Tomography), cần đến phần mềm chuyên dụng.

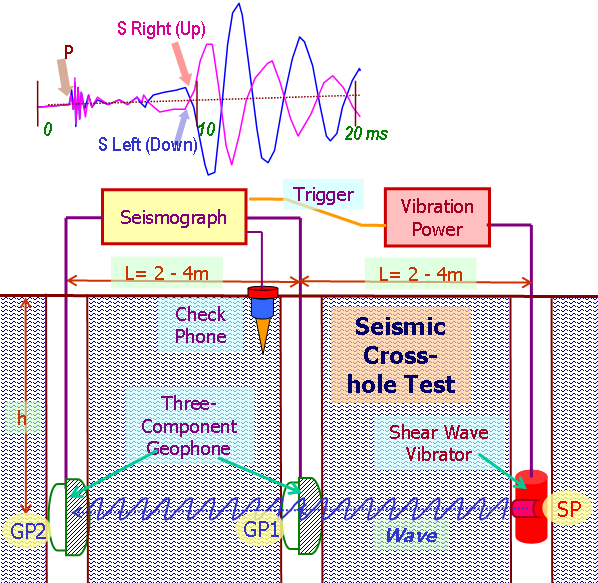
Thí nghiệm Sóng xuyên hố khoan

### Sóng xuyên giữa các hố khoan
Thí nghiệm Sóng xuyên (Seismic Cross-Hole Test) được mô tả chi tiết trong Chuẩn D4428 / D4428M-14 của Mỹ.
Tại hiện trường bố trí 3 hố khoan thẳng hàng cách đều L= 2 - 4m. Đầu phát sóng đặt ở hố bên rìa, và hai đầu thu sóng 3 thành phần đặt ở 2 hố còn lại, tất cả đều ở cùng độ sâu h.
Thường hay dùng đầu phát sóng SH có búa đập vào thành hố khoan. Tuy nhiên cũng có nguồn phát sóng ngang SV như Gisco Ballard Borehole Seismic Source (Mỹ).
Tại mỗi độ sâu h thực hiện ghi với hai hướng phát sóng ngang. Bước đo ghi thường là 0,5 - 1m. Bước số hóa cần chọn đủ nhỏ.
Vì các đường ghi chính đôi khi rất giống nhau, cần có một kênh thu kiểm tra (Check Phone) đặt ở mặt đất để nhận biết độ sâu phát sóng h cho băng ghi.
Thí nghiệm sóng xuyên cho ra kết quả thực nhất về khối đất đá. Chỉ cần vạch đầu sóng tp, ts. Sau đó tính V = L/t1 cho GP1, và V = L/(t2 - t1) cho GP2, thực hiện cho sóng dọc và sóng ngang.
Nếu đầu sóng ngang không rõ thì có thể vạch theo pha để tính cho GP2.
Tại Việt Nam các khảo sát dự án nhiệt điện có đưa yêu cầu đo thí nghiệm Sóng xuyên, tuy nhiên các cơ sở đo đạc thì lúng túng vì không có được nguồn phát sóng ngang trong hố khoan.

### Sóng Thẩm kế
Sóng Thẩm kế (Seismic Cone Penetrometer, SCPT)

### Sóng truyền lên hố khoan

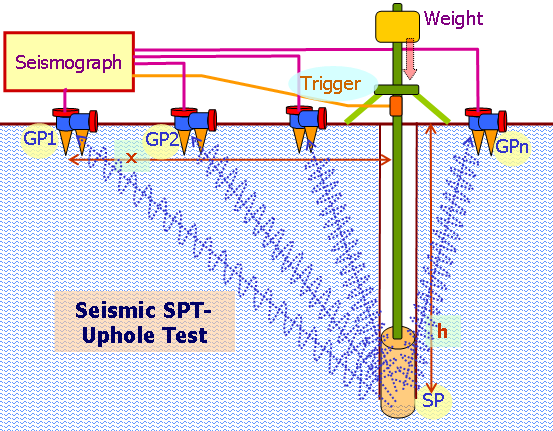
Thí nghiệm Sóng truyền lên hố khoan

Thí nghiệm Sóng truyền lên (Seismic SPT-Uphole Test) bố trí dãy thu GP theo bước thu 2 - 3m trên mặt đất theo tuyến qua hố khoan, và dùng búa của thẩm kế để gõ vào đáy hố để tạo sóng SV (Shear Vertical).
Phương pháp được hình thành dựa trên dùng nguồn sóng là búa thẩm kế SPT nên được gọi là SPT-Uphole. Tuy nhiên nếu có nguồn phát sóng ngang trong hố khoan chuyên dụng (thường là phát sóng SH), thì việc đo sóng truyền lên với nguồn này sẽ thuận lợi và kết quả đồng nhất hơn dạng đo sóng truyền xuống.
Tại mỗi GP bố trí cặp đầu thu sóng địa chấn thành phần đứng Z (Vertical) và ngang H với trục đặt vuông góc với hướng nhìn về phía hố khoan.
Tín hiệu khởi động (Trigger) được lấy bằng cảm biến khởi (hay công tắc búa) gắn vào trục gõ thẩm kế (xem Thí nghiệm xuyên tiêu chuẩn, SPT). Nó có thể thực hiện trong quá trình khoan.
Tài liệu đo sóng truyền lên được xử lý như trong đo sóng truyền xuống hố khoan.
Nếu bố trí thu sóng nhiều kênh hơn theo hệ thống Địa chấn chiếu sóng thì sẽ đồng thời thu được tài liệu cho cả hai dạng khảo sát.

### Sóng truyền trong hố khoan
Sóng truyền trong hố khoan (Inhole Test) là phương pháp thí nghiệm do Park Chul-Soo, Jung Jae-Woo và Mok Young-Jin ở Kyunghee University, Hàn Quốc đưa ra. Tuy nhiên không tìm được tư liệu chi tiết.
Về nguyên tắc, quan sát sóng truyền trong hố khoan nêu trong PS Log dưới đây là đầy đủ và hợp lý.

### Suspension PS Logging

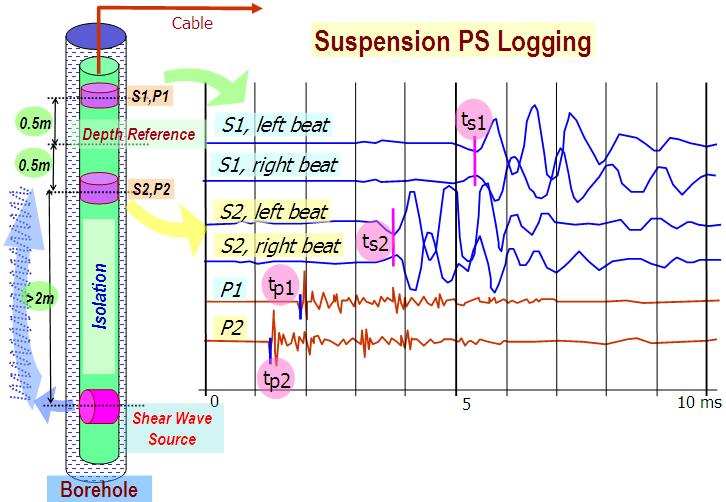
Suspension PS Logging

Suspension PS Logging hay PS Log là hệ thống đo thí nghiệm địa chấn với dạng sóng truyền trong hố khoan, trong đó nguồn phát sóng và các đầu thu được cố kết thành một đầu dò để thả vào hố khoan. Khi hố khoan sâu trên 50 m thì các thí nghiệm sóng truyền xuống và sóng truyền lên gặp khó khăn do nguồn sóng yếu, cũng như các đường tia sóng quá dài sẽ gây sai số tích lũy lên kết quả đo.
Hệ thống đo được các nhà nghiên cứu của OYO Corporation (Nhật Bản) phát triển vào giữa những năm 1970 .
Đầu đo gồm có nguồn phát sóng ngang (Shear Wave) dạng búa điện (Solenoid hammer), và hai nhóm đầu thu đặt cách nguồn trên 2 m, là "S1,P1" và "S2,P2", nối lên mặt đất bằng cáp nhiều ruột. Mỗi nhóm có 1 hydrophone thu sóng dọc P, và 1 geophone thu sóng ngang S. Hai nhóm cách nhau 1 m, và điểm giữa chúng là điểm tham chiếu độ sâu (depth reference) cho kết quả đo.
Khoảng nối các phần tử trên làm bằng vật liệu cách âm (Isolation) để ngăn sóng truyền trực tiếp dọc theo đầu đo. Tổng bề dài đầu đo 6–7 m . Nó không có càng ép thành hố khoan, nên chỉ làm việc ở đoạn có dung dịch khoan.
Nguồn phát sóng ngang Solenoid hammer phát xung có băng tần 100–1000 Hz, đặt ở dưới cùng. Khi sóng phát ra gặp thành hố khoan sẽ phát sinh trao đổi sóng, cho ra sóng dọc P và sóng ngang SH, lan trong đất đá và khúc xạ về các đầu thu.
Tại mỗi điểm đo thực hiện với hai hướng phát sóng ngang Left và Right Beat. Kết quả ghi tại mỗi điểm độ sâu là băng ghi của hai lần đập, được dùng cho vạch sóng xác định thời gian truyền tp, ts.
Cách bố trí thu của đầu đo PS Log cho phép vạch sóng theo cực trị để xác định ra t1 và t2, và có thể thực hiện tự động bằng phần mềm, nhờ đó tính ngay được tốc độ Vp, Vs, là V= 1/[t1 - t2].

## Các phép đo trên mặt đất hoặc hầm lò

### Phản xạ mặt
Phản xạ mặt (Surface Reflection)

### Khúc xạ mặt
Khúc xạ mặt (Surface Refraction)

### Sóng mặt
Sóng mặt (Surface Wave) SASW, MASW, HWAW
Phương pháp phổ sóng mặt (SASW, Spectral Analysis of Surface Waves) dựa trên bản chất tán xạ của sóng Rayleigh (Rayleigh wave) trong môi trường nhiều lớp, tức là tốc độ truyền sóng phụ thuộc vào tần số chính của sóng. Phương pháp được dùng trong khảo sát nền đường .
Phương pháp phân tích đa kênh sóng mặt (MASW, Multichannel Analysis of Surface Waves) .

## Đối tượng nghiên cứu
- Thạch quyển